# High Compression
High Compression — студійний альбом американського блюзового музиканта Джеймса Коттона, випущений у 1984 році лейблом Alligator.

## Опис
Цей альбом є одним з найкращих сучасних альбомів Джеймса Коттона, передусім завдяки його формату: на одній половині платівки він у доволі традиційному, як для чиказького блюзу, стилі з гітаристом Меджиком Слімом, піаністом Пайнтопом Перкінсом і ритм-секцією; на іншій частині він грає у більш фанковій і сучасній манері з гітаристом Майклом Коулменом і ритм-секцією з трьох духових. В записі нового матеріалу брав участь тодішній гурт Джеймса Коттона, до складу якого входили брат Кенні Ніла басист Ноел Ніл, гітарист Майкл Коулмен, ударник (відомий співпрацею з Бадді Гаєм та іншими зірками чиказького блюзу) Рей Еллісон та ін. High Compression включає пісню «Superharp». Цей запис став одним з найбільш комерційно успішних в кар'єрі Коттона.

## Список композицій
1. «Diggin' My Potatoes» (Вошборд Сем) — 3:36
2. «Ying Yang» (Міллер) — 3:38
3. «23 Hours Too Long» (Едді Бойд) — 6:19
4. «No More Doggin'» (Роско Гордон) — 2:29
5. «No Cuttin' Loose» (Джек Деніелс, Джонні Мур, Рене Маркс) — 3:20
6. «Ain't Doin' Too Bad» (Дедрік Мелоун) — 3:35
7. «Sunny Road» (Рузвельт Сайкс) — 4:58
8. «Superharp» (Джеймс Коттон, Чарльз Вільямс) — 3:45
9. «Easy Loving» (Стоун) — 4:34
10. «High Compression» (Джеймс Коттон) — 2:39

## Учасники запису
- Джеймс Коттон — вокал, губна гармоніка, аранжування (2, 5, 6, 8, 9)
- Меджик Слім (1, 3, 4, 7, 10), Майкл Коулмен (2, 5, 6, 8, 9) — гітара
- Пайнтоп Перкінс — фортепіано (1, 3, 4, 7, 10)
- Едді Гарш — клавішні (2, 5, 6, 8, 9)
- Арон Бертон (1, 3, 4, 7, 10), Ноел Ніл (2, 5, 6, 8, 9) — бас-гітара
- Роберт Ковінгтон (1, 3, 4, 7, 10), Рей Еллісон (2, 5, 6, 8, 9) — ударні
- Дуглас Фаген — тенор-саксофон (2, 5, 6, 8, 9), аранжування духових (2, 5, 6, 8, 9)
- Джонні Коттон — тромбон (2, 5, 6, 8, 9)
- Денні Філдс — труба (2, 5, 6, 8, 9)
- Майкл Коулмен — аранжування (2, 5, 6, 8, 9)

Технічний персонал
- Брюс Іглауер, Джеймс Коттон — продюсер
- Джастін Нібанк — інженер, мікшування
- Кріс Гарленд — дизайн обкладинки
- Пол Неткін — фотографія обкладинки